# Clergoux

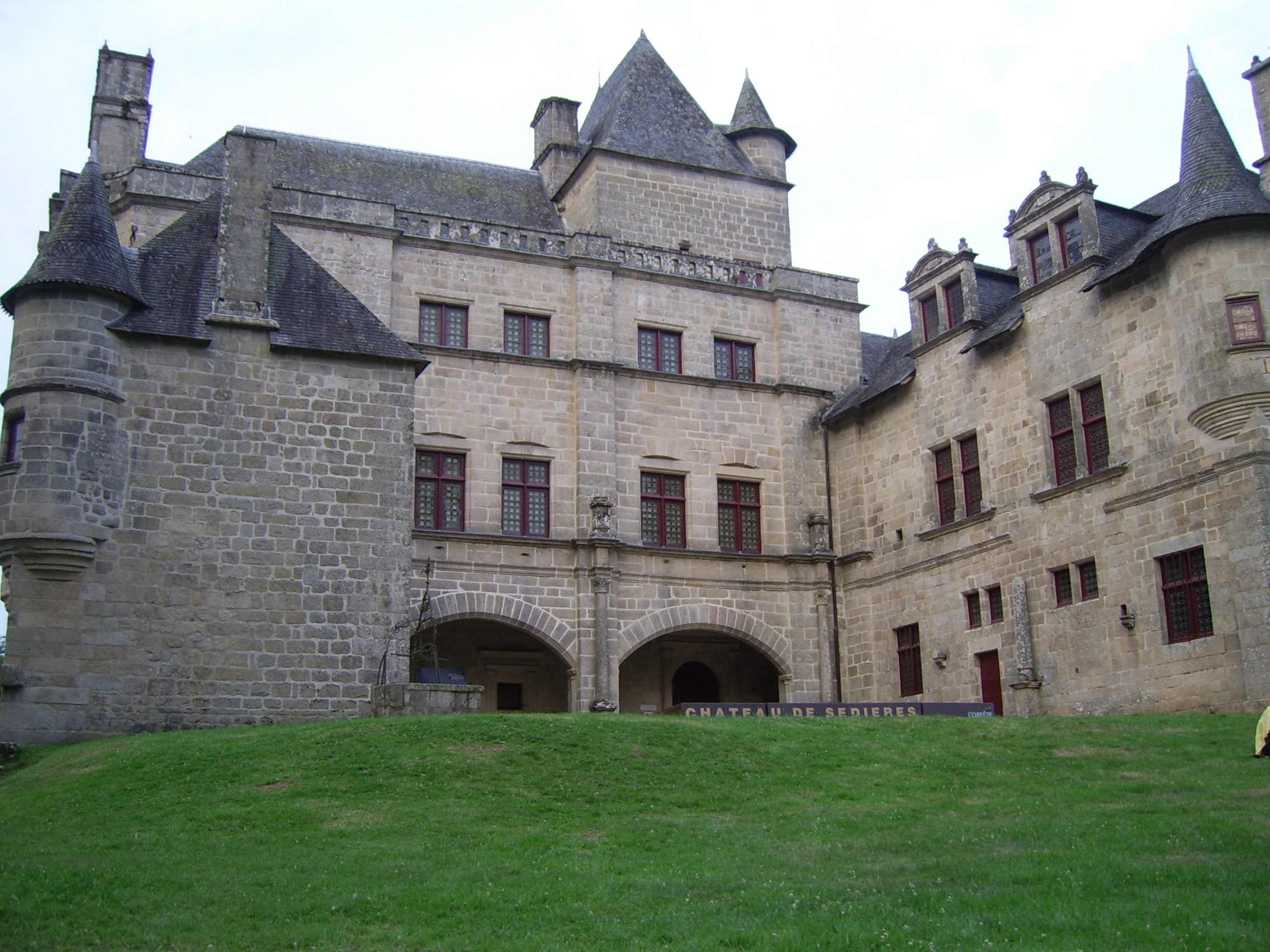
Zamek Sedieres w gminie Clergoux (2006)

Clergoux – miejscowość i gmina we Francji, w regionie Nowa Akwitania, w departamencie Corrèze.
Według danych na rok 1990 gminę zamieszkiwało 367 osób, a gęstość zaludnienia wynosiła 23 osoby/km² (wśród 747 gmin Limousin Clergoux plasuje się na 312. miejscu pod względem liczby ludności, natomiast pod względem powierzchni na miejscu 418.).

## Populacja

Populacja Clergoux w latach 1962–2008